# Gobby Fehér Gyula
Gobby Fehér Gyula (Bácsfeketehegy, 1943. április 11. –) vajdasági író, újságíró.

## Életpályája
Szülei: Fehér László és Vranyó Julianna. Általános iskolai tanulmányait Kishegyesen és Verbászon járta ki. Középiskolai tanulmányait Újvidéken végezte el. 1961–1966 között az Újvidéki Egyetem magyar-szerb szakán tanult. 1961–1963 között az Újvidéki Rádió munkatársa volt. 1963-1966 között az Ifjúság című hetilap főszerkesztő-helyettese volt. 1966–1968 között Moholon tanított. 1968–1974 között a Belgrádi Tv munkatársa volt. 1974-1983 között az Újvidéki Tv főszerkesztő-helyettese, 1983–1986 között műsorigazgatója volt. 
1986-1990 között a Vajdaságban művelődési és közoktatási miniszter-helyettesként dolgozott. 
1990-1994 között, valamint 1995-től az Újvidéki Tv szerkesztője. 1993–1995 között a Forum Lap- és Könyvkiadó vezérigazgatója volt.

## Magánélete
1963-ban feleségül vette Mazák Terézt. Két lányuk született; Zsuzsanna (1964) és Anna (1970).

## Költészete
Kafka-hatást mutató parabolisztikus novellákkal jelentkezett. A kezdeti fantasztikum későbbi regényeiben iróniába fordult. Novelláiban a tragikomikust realista ábrázolás váltotta fel. Első drámája A nagy építés (1965), a parabola-korszak prózájához hasonlóan tanulságra van kihegyezve. Drámáinak visszatérő témája a józanul gondolkodó kisebbség kiszolgáltatottsága a megtévesztett többséggel szemben. A budaiak szabadsága (1970) című díjazott művében a XIV. századi történelmi példával – a két hódító hatalom között őrlődő Budáról írva – figyelmeztet a kiszolgáltatottság, a függőség elleni küzdelem erkölcsi értékére. 
A Duna menti Hollywoodban (1985) a művészet lehetetlenné tevő közegéről fest képet. A munkanovellák dokumentarizmusát a Bűnös-e a szél? (1978) című háromrészes monodrámában látjuk viszont. Majd két évtized múltán visszatér a paraboladrámához; A hajó (1988) a viharba jutott társadalom, közösség jelképe. Ő írta a szabadkai színház egyik legnagyobb sikerű előadásának, A zöldhajú lány (1984) című rockopera szövegkönyvét.

## Művei
- A nagy építés (dráma, 1965)
- Elrontott csodák; Forum, Novi Sad, 1965 (Symposion könyvek)
- Kenyér (regény, 1966)
- A verseny végén (regény, 1969)
- A budaiak szabadsága (dráma, 1970)
- Statisztikusok (1970)
- A szabadság pillanata (1974)
- Szent bolond; Forum, Újvidék, 1976 (Jugoszláviai magyar regények)
- Vallatás (dráma, 1976, 1991)
- Bűnös-e a szél? (monodráma, 1978)
- Másokat hívó hang (elbeszélések, 1979)
- Az ellenállás fényei. Dokumentumdráma; Forum, Újvidék, 1981
- A zöldhajú lány (rockopera, 1981)
- Testek és álmok (regény, 1984)
- Dunamenti Hollywood (dráma, 1985)
- Armand gróf halála és más történetek (elbeszélések, 1986)
- A hajó (dráma, 1988)
- Vallatás. Színművek; utószó Gerold László; Forum, Újvidék, 1989
- Tekergők (elbeszélések, 1996)
- A sötét árnyéka. Újvidéki dekameron II.; Forum, Újvidék, 1999
- A tűz közepéből. Újvidéki dekameron III.; Forum, Újvidék, 2001
- Az angyal álma (dráma, 2002)
- Meglepnek más arcok. Újvidéki dekameron IV.; Forum, Újvidék, 2004
- Táncoló lavina avagy 33 rácsodálkozás (2006)
- Mintha más írta volna. Válogatott novellák; vál. Fekete J. József; Forum, Újvidék, 2018